# Osteschleife Hundswiesen
Die Osteschleife Hundswiesen ist ein Naturschutzgebiet in der niedersächsischen Stadt Bremervörde im Landkreis Rotenburg (Wümme) und der Gemeinde Estorf in der Samtgemeinde Oldendorf-Himmelpforten im Landkreis Stade.
Das Naturschutzgebiet mit dem Kennzeichen NSG LÜ 351 ist rund 20 Hektar groß. Davon entfallen etwa 14,5 Hektar auf den Landkreis Rotenburg (Wümme) und etwa 5,5 Hektar auf den Landkreis Stade. Rund 19 Hektar des Naturschutzgebietes sind Bestandteil des sich über drei Teilflächen erstreckenden, 49,55 Hektar großen FFH-Gebietes „Osteschleifen zwischen Kranenburg und Nieder-Ochtenhausen“. Im Norden grenzt es an das an das Naturschutzgebiet „Osteschleifen“. Das Gebiet steht seit dem 1. März 2019 unter Naturschutz. Zuständige untere Naturschutzbehörden sind die Landkreise Rotenburg (Wümme) und Stade.

## Beschreibung
Das Naturschutzgebiet liegt nordöstlich von Bremervörde. Es stellt eine Schleife der bedeichten Oste und den hinter dem Deich liegenden Bereich mit Schilfröhrichten und Rohrglanzgrasflächen sowie einem kleinen Auwald unter Schutz. Die Oste ist tidebeeinflusst. Ihre Ufer werden von Süßwasserwatten und Röhrichten eingenommen. Das Naturschutzgebiet ist Lebensraum einer artenreichen Flora und Fauna. Im Naturschutzgebiet wurden die Rote-Liste-Arten Sumpfdotterblume und Kleiner Baldrian nachgewiesen. Die Röhrichte sind Lebensraum verschiedener Vogelarten. Das Gebiet ist Nahrungshabitat für den Weißstorch, die Oste Wanderkorridor für Meer- und Flussneunauge.